# تعمية البريد الإلكتروني
تعمية البريد الإلكتروني أو حماية البريد الإلكتروني أو تشفير البريد الإلكتروني (بالإنجليزية: Email encryption)‏ هو تعمية رسائل البريد الإلكتروني لحماية محتواها من قراءتها من قبل جهات أخرى غير المستلمين المقصودين. يمكن أن يتضمن تعمية البريد الإلكتروني أيضًا المصادقة.
يتعرض البريد الإلكتروني للكشف عن المعلومات. تُعم معظم رسائل البريد الإلكتروني أثناء الإرسال، ولكنها تُخزن على شكل نص واضح، مما يجعلها قابلة للقراءة من قبل أطراف ثالثة مثل مزودي خدمة البريد الإلكتروني. عادةً ما لا تُمكِّن خدمات البريد الإلكتروني الشهيرة مثل جي ميل و‌مايكروسوفت آوتلوك التعمية من نهاية إلى نهاية بشكل افتراضي. ومن خلال بعض الأدوات المتاحة، يمكن لأشخاص آخرين غير المستلمين المعينين قراءة محتويات البريد الإلكتروني.
يمكن أن يعتمد تعمية البريد الإلكتروني على التعمية العام بالمفتاحين، حيث يمكن للمستخدمين نشر مفتاح عام يمكن للآخرين استخدامه لتعمية الرسائل لهم، في حين يحتفظون بالمفتاح الخاص الذي يمكنهم استخدامه لفك تشفير هذه الرسائل أو تشفير وتوقيع الرسائل التي يرسلونها بشكل رقمي.

## بروتوكولات التعمية
إنَّ التواصل بين خوادم البريد الإلكتروني على شكل نص واضح غير مشفَّر أو معمَّى، يُشكِّل خطرًا أمنيًا كبيرًا. على مر السنين، تم اقتراح آليات مختلفة لتعمية التواصل بين خوادم البريد الإلكتروني. يمكن أن يحدث التشفير على مستوى لحظة إرسال الرسالة البريدية ويُعرَف هذا التشفير باسمِ التشفير من نهاية إلى نهاية. يعد تعمية الطبقة النقلية أسهل في الإعداد والاستخدام، وتوفر التعمية من نهاية إلى نهاية دفاعات أقوى، لكن يمكن أن يكون أكثر صعوبة في الإعداد والاستخدام.

## مزودي خدمة البريد الإلكتروني الأمن
منذ عام 2000، زاد عدد مزودي البريد الإلكتروني الآمن زيادة ملحوظة. من بين المزودين البارزين ما يلي:
- هوشميل
- مالفينس
- بروتون‌ ميل
- توتانوتا
- Skiff